# F. Keogh Gleason
F. Keogh Gleason (14 de abril de 1906 — Los Angeles, 18 de dezembro de 1982) é um diretor de arte estadunidense. Venceu o Oscar de melhor direção de arte em quatro ocasiões: por An American in Paris, The Bad and the Beautiful, Somebody Up There Likes Me e Gigi.